# Теракт в Нью-Йорке (1993)
Террористический акт 26 февраля 1993 года произошёл в подземном гараже Северной башни Всемирного торгового центра в Нью-Йорке. Взорвался заминированный грузовик, начинённый 606 кг нитрата мочевины и несколькими баллонами с водородом. Это была часть плана террористов, подразумевающего подрыв Северной башни, которая упала бы на Южную, разрушив обе Башни-близнеца, в результате чего погибли бы тысячи людей. Башня выстояла, но 6 человек погибло и 1042 было ранено, в том числе в давке на выходе во время эвакуации. Через 8 лет, 11 сентября 2001 года, башни и весь комплекс ВТЦ были разрушены группой из 19 террористов, погибло около 3000 человек.
Террористический акт был спланирован группой террористов Аль-Каиды, включая Юсефа Рамзи, Махмуда Абоахалима, Мухаммеда Саламе, Нидала А. Айяда, Абдула Рахман Ясина и Ахмеда Айаджа, которые финансировались Халедом Шейхом Мохаммедом, дядей Юсефа. В марте 1994 года четверо мужчин были признаны виновными в организации взрыва: Абоахалим, Айадж, Айяд и Салам. Их обвиняли в сговоре, подрыве здания и незаконной международной транспортировке взрывчатых веществ. В ноябре 1997 года были осуждены ещё двое террористов: Рамзи Юсеф, организатор и основной исполнитель теракта, и Исмаил Айяд, водитель грузовика, перевозившего бомбу.

## Планирование и организация
Юсеф Рамзи родился в Кувейте, проводил много времени в учебном лагере Аль-Каиды в Афганистане перед началом планирования теракта в США, которое он начал в 1991 году. Дядя Юсефа, Халид Шейх Мохаммед Али Фадден, который впоследствии был объявлен главным организатором терактов 11 сентября, давал ему советы и подсказки по телефону, и переслал его сообщнику, Мохаммеду Саламе, 660 долларов банковским переводом.
Юсеф нелегально прибыл в США вместе с Ахмедом Айяджем из Пакистана 1 сентября 1992 года, но оба сидели далеко друг от друга в самолёте и действовали так, как будто были незнакомы и ехали отдельно. Айядж пытался въехать в страну с поддельным шведским паспортом, но вызвал подозрения среди сотрудников таможенной службы в Международном аэропорту имени Джона Кеннеди. Когда таможенники осуществляли его вторичный осмотр, они обнаружили инструкции и материалы по сооружению бомбы и арестовали его. Стало известным и имя «Абу-Барра», псевдоним Мухаммеда Джамаль Халифа. Юсеф прибыл в страну с подделанным иракским паспортом, утверждая, что он ищет политическое убежище, и ему был разрешён въезд в США.
Юсеф стал проживать в штате Нью-Джерси в городе Джерси-Сити, путешествовал по Нью-Йорку и Нью-Джерси и переговаривался по мобильному телефону с шейхом Омаром Абдель Рахманом, слепым мусульманским священнослужителем. После того, как Юсеф встретился со своим сообщником, Абделем Рахманом, в мечети «Аль-Фарук» в Бруклине, он начал сборку бомбы для теракта во Всемирном торговом центре. Перед терактом он попал в автомобильную аварию, его доставили в больницу, где ему удалось взять необходимые химические вещества для бомбы. Эта авария была одной из трех, устроенных Мухаммедом Саламе с конца 1992 года по начало 1993 года.
Эль Саид Нуссар, один из агентов слепого шейха, был арестован в 1991 году за убийство раввина Меира Кахане. По данным прокуратуры, Махмуд Абохалима также был признан виновным в убийстве, так как именно он передал Нуссару револьвер 357 калибра, из которого тот застрелил Кахане. В первом же судебном рассмотрении дела в штате Нью-Йорк суд присяжных оправдал Нуссара, но осудил его за незаконное хранение оружия (в последующем разбирательстве в федеральном суде он был признан виновным за убийство). Десятки справочников по изготовлению бомб на арабском языке и 1440 патронов были найдены в Нью-Джерси в ходе обыска в квартире Нуссара.

### Цель
По словам журналиста Стива Колла, Юсеф писал письма в разные нью-йоркские газеты незадолго до теракта, в которых он утверждал, что принадлежит к «Освободительной армии, пятому батальону». Эти письма содержали три требования:
- прекратить всякую помощь США Израилю
- оборвать американские дипломатические отношения с Израилем
- прекратить любые вмешательства во внутренние дела стран Ближнего Востока.

Он заявил, что теракт во Всемирном торговом центре будет лишь первой из атак, если его требования не будут выполнены. В своих письмах Юсеф признавал, что взрыв во Всемирном торговом центре является актом терроризма, но это было оправдано, потому что «терроризму, который практикует Израиль (поддерживаемый Америкой), нужно противостоять аналогично».

## Теракт

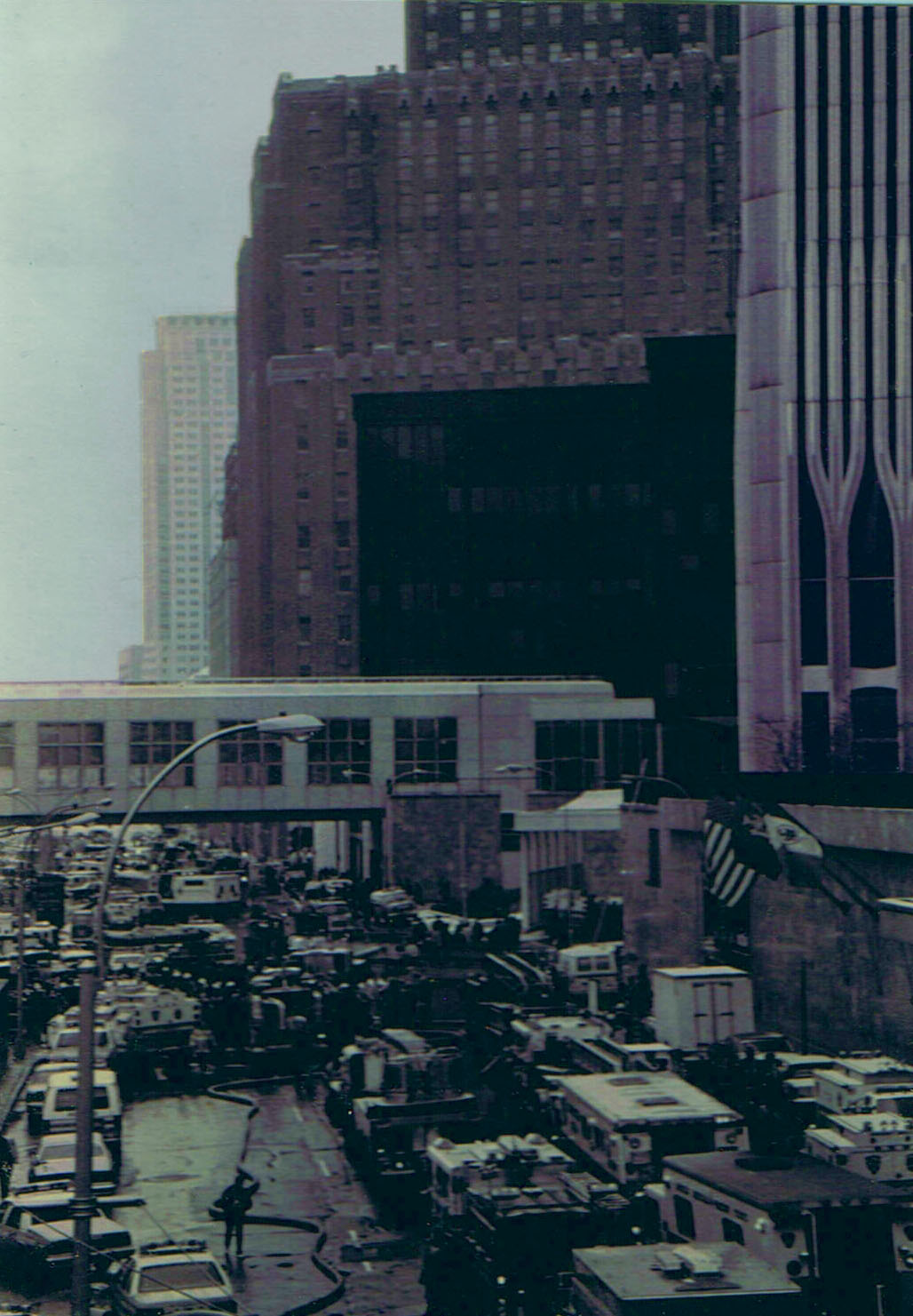
Спасательная операция после теракта. Северная башня в правой части кадра

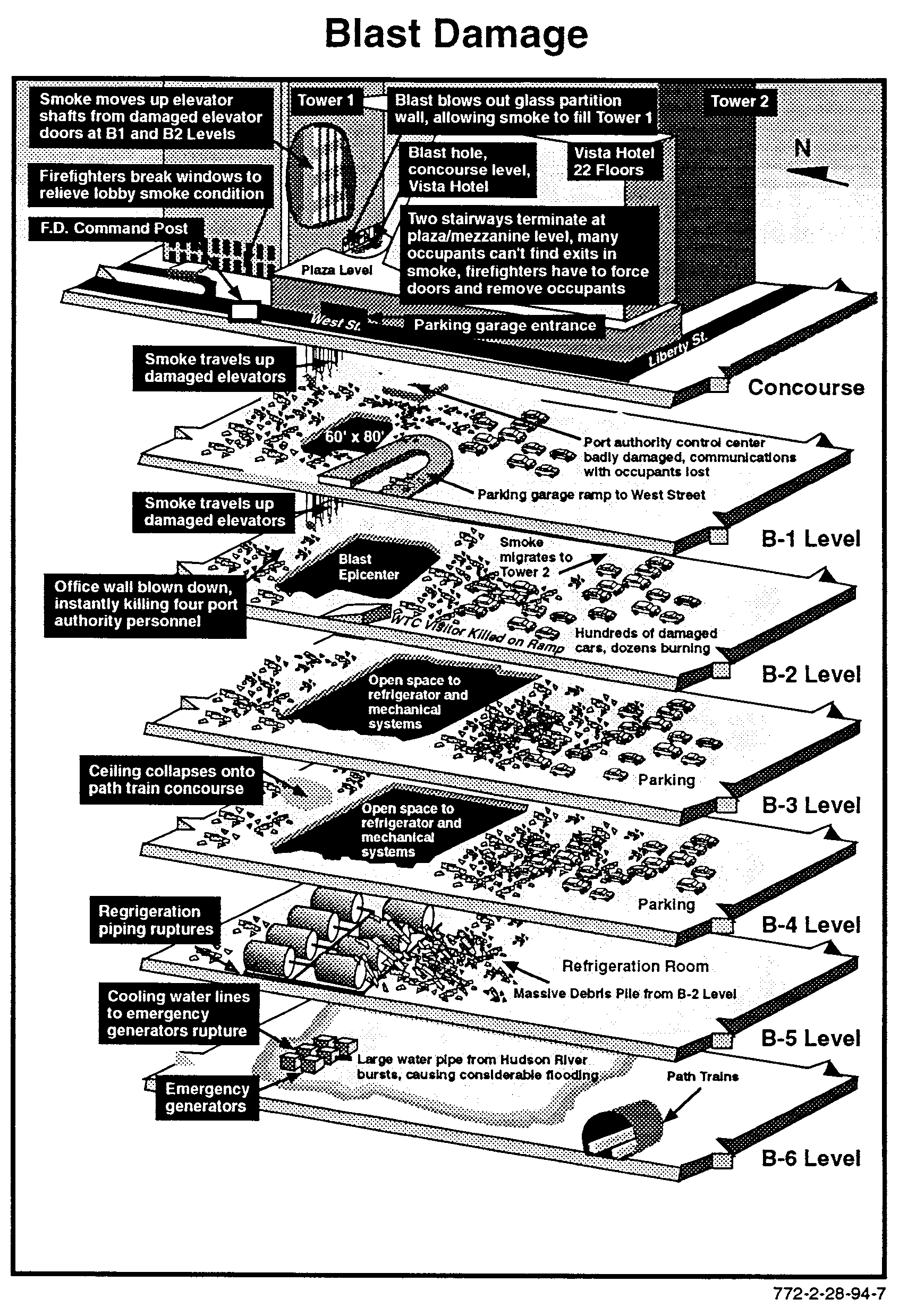
Разрушения от взрыва

В пятницу, 26 февраля 1993 года, Юсеф Рамзи и его друг из Иордании, Исмаил Айяд, приехали на жёлтом фургоне в Нижний Манхэттен и припарковали его в подземном гараже на этаже B-2 Северной башни Всемирного торгового центра. Юсеф поджёг 6 метровый бикфордов шнур бомбы и они убежали. В 12:17, 12 минут спустя, бомба взорвалась в подземном гараже, давление ударной волны составила около 1000 МПа (около 10000 атм). Бомба оставила 30-метровую дыру в полу и пробила ещё три перекрытия. Скорость детонации этой бомбы была около 4,5 километра в секунду. В СМИ первоначально говорилось о взрыве главного трансформатора, прежде чем стало ясно, что это была бомба.
Бомба мгновенно уничтожила главную линию электропередач Всемирного торгового центра, таким образом не работала система аварийного освещения. Дым от взрыва через лестничные клетки поднялся до 93-го этажа обеих башен. Из-за густого дыма, заполнившего лестничные клетки, эвакуация людей из башен была затруднена и привела к многочисленным отравлениям вдыхаемым дымом. Из-за отключения электричества сотни людей оказались в ловушке в лифтах, в том числе группа из 17 детей, которые спускались вниз со смотровой площадки южной башни и были заперты в лифте между 35-м и 36-м этажами в течение 5 часов.
Кроме того, из-за потери электричества большинство радио- и телестанций в Нью-Йорке потеряли возможность передавать сигнал с антенн на крыше ВТЦ почти в течение недели, при этом телевизионные станции транслировали сигнал, используя микроволновую связь, установленную между станциями и тремя крупнейшими кабельными компаниями Нью-Йорка: Cablevision, Comcast и Time Warner Cable. Телефонная связь в большей части Нижнего Манхэттена также была нарушена.
В результате теракта шесть человек погибло и 1042 было ранено, большинство во время эвакуации, которая последовала за взрывом. В отчете американской пожарной администрации написано, что «Среди десятков людей, которые бежали на крыши башен, 28 с травмами были эвакуированы на вертолётах Нью-йоркской полиции…». Известно, что 15 человек получили травмы от взрыва и 20 жаловались на проблемы с сердцем. Один пожарный был госпитализирован, а 87 других пожарных, 35 полицейских и сотрудник EMS получили ранения при борьбе с пожаром и другими последствиями теракта.
Террористами планировалось, что если грузовик с бомбой будет припаркован в нужном месте, то Северная башня упадет на Южную, разрушив обе. Но башня устояла, хотя гараж был серьёзно поврежден в результате взрыва. Тем не менее, если бы фургон был припаркован ближе к несущим конструкциям фундамента ВТЦ, план Юсефа мог свершиться. Он бежал в Пакистан через несколько часов после взрыва.

### Бомба
Юсефу помогал Абдул Рахман Ясин, сборщик бомб из Ирака, который собрал сложную 601-килограммовую бомбу, которая была сделана из нитрата мочевины, начинённая алюминием, магнием и оксидом железа. Заряд был сделан из смеси нитроглицерина, нитрата аммония, динамита, бездымного пороха и снабжён бикфордовым шнуром. Три баллона газообразного водорода также были размещены вокруг основного заряда, в целях увеличения взрывной мощности и большего разнесения поражающих металлических частей. Использование газовых баллонов в теракте напоминает взрывы казарм миротворцев в Бейруте за 10 лет до теракта в ВТЦ. В обеих атаках использовались газовые баллоны для большей мощности взрыва, чем у обычных взрывчатых веществ. До этой атаки ФБР только один раз встречалось с использованием нитрата мочевины.
Грузовик, использованный в теракте, занимал 8 м3 пространства и мог вместить до 900 кг взрывчатых веществ. Тем не менее, он не был заполнен до отказа. Юсеф использовал четыре 6-метровых бикфордовых шнура. Ясин подсчитал, что шнур вызовет детонацию бомбы через 12 минут после того, как он его подожжёт. Юсеф хотел остаться курить в грузовике, чтобы привлекать внимание людей вокруг. Он думал, что после взрыва Северная башня упадёт на Южную.
Это породило мнение о том, что в бомбе была примесь цианида натрия, которое подтверждалось заявлением судьи при вынесении приговора: «Я уверен, что вокруг Вас был цианид натрия и что он был в бомбе». Тем не менее, истинный состав бомбы было невозможно установить на месте взрыва, а Роберт Блитцер, старший следователь ФБР, который работал по этому делу, заявил, что «нет вещественных доказательств, указывающих на присутствие цианида натрия на месте взрыва». Кроме того, Юсеф сказал, что хотел добавить цианид в бомбу, и пожалел, что не сделал этого.

## Расследование
Хотя причина взрыва не сразу стала известна, в СМИ появились объявления о взрыве главного трансформатора. Следователи и специалисты-взрывотехники из ФБР и полиции Нью-Йорка быстро отреагировали на случившееся. Позже было доказано, что сила взрыва намного превосходила силу при взрыве трансформатора.
В течение нескольких дней после взрыва следователи осмотрели повреждения и искали причины происшествия. Около 300 агентов ФБР проводили расследование под кодовым названием «TRADEBOM». В то время, как разбирались завалы в подземной автостоянке, специалисты нашли некоторые фрагменты грузовика, в котором находилась бомба. Найденный номер машины (VIN) дал следователям важную информацию, которая привела их фирме, сдававшей в аренду грузовики в Джерси-Сити. Следователи установили, что автомобиль был арендован Мохаммедом Саламой, одним из сообщников Юсефа. Салам сообщил фирме, что его фургон был угнан, и 4 марта 1993 года, когда он вернулся, чтобы получить свои деньги обратно, власти арестовали его.
Арест Салама привёл полицию в квартиру Абдула Рахмана Ясина в Джерси-Сити, которую Ясин снимал со своей матерью в том же здании, где находилась квартира Юсефа Рамзи. Ясин был доставлен в местное отделение ФБР в Ньюарк, а затем был освобожден. На следующий день он вернулся в Ирак через Амман. Позже Ясин был обвинён в нападении и, в 2001 году, был включен в первоначальный список самых разыскиваемых террористов, в котором он остается до сих пор. Он исчез перед тем, как коалиция во главе с США начала своё вторжение в Ирак в 2003 году. В марте 1994 года четыре сообщника Юсефа: Мухаммед Салам, Саламеха Нидал Айяд, Махмуд Абохалима и Ахмад Айядж были осуждены за организацию взрыва во Всемирном торговом центре, а в мае 1994 года они были приговорены к пожизненному заключению.
В квартире Юсефа были найдены материалы по изготовлению бомб и визитная карточка Мухаммеда Джамаль Халифы. Халифа был арестован 14 декабря 1994 года, а затем был депортирован в Иорданию, где 5 мая 1995 года он был оправдан иорданским судом и свободно жил в Саудовской Аравии, пока не был убит в 2007 году. В 2002 году было сделано публичное заявление, что Ясин, единственный человек, участвующей в организации взрыва, который никогда не был осужден властями США, находится в тюрьме на окраине Багдада с 1994 года. Когда журналистка Лесли Шталь 23 мая 2002 года брала у Ясина интервью для телепрограммы «60 минут», тот появился перед телекамерой в тюремной пижаме и наручниках. После интервью Ясин больше никогда не появлялся. Он не был найден даже после вторжения в Ирак в 2003 году.
Ни одно из обвинений правительства США против бывшего лидера Аль-Каиды Усамы бен Ладена не включало в себя обвинения в том, что он имел какую-либо связь с этим терактом.

## Последствия

### Память
Взрыв унёс жизни 6 человек:

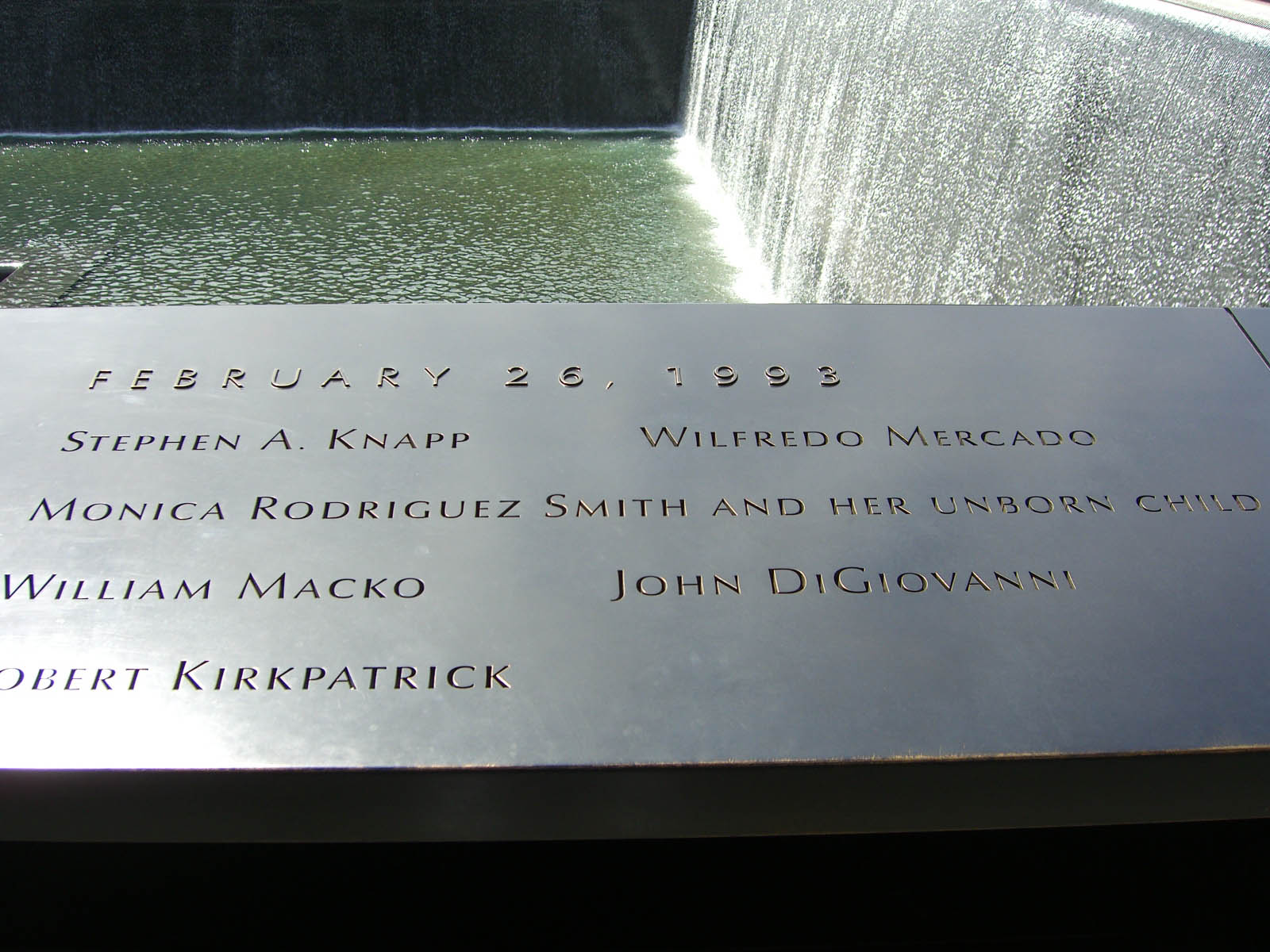
Имена шести погибших написаны на панели N-73 северного бассейна Национального мемориала 11 сентября, где раньше стояла Северная башня.

- Моника Родригес Смит (Monica Rodrigues Smith) — 36-летняя секретарша, которая была на 7 месяце беременности, находилась в своём офисе и проверяла табели учёта рабочего времени на этаже B-2.
- Роберт (Боб) Киркпатрик (Robert (Bob) Kirkpatrick) — 61-летний старший инспектор по техническому обслуживанию.
- Билл Макко (Bill Macko) — 57-летний генеральный инспектор по техническому обслуживанию.
- Стивен Кнапп (Stephen Knapp) — 47-летний главный инспектор по техническому обслуживанию. Киркпатрик, Макко и Кнапп обедали вместе в комнате рядом с кабинетом Моники Смит.
- Джон ДиГиованни (John DiGiovanni) — 45-летний продавец стоматологических изделий, парковал свой автомобиль в подземном гараже.
- Вильфредо Меркадо (Wilfredo Mercado) — 37-летний работник ресторана Windows on the World, который проверял поставки.

Гранитный мемориальный фонтан в память о жертвах теракта был разработан Элином Циммерманом и установлен в 1995 году на Austin J. Tobin Plaza, непосредственно над местом взрыва. В нём содержались имена шести погибших в результате взрыва, а также надпись:

«26 февраля 1993 года бомба, установленная террористами, взорвалась ниже этого места. Этот ужасный акт насилия убил невинных людей, ранил тысячи, и сделал жертвами всех нас».

Фонтан был уничтожен вместе с остальной частью Всемирного торгового центра 11 сентября 2001 года. Восстановленный фрагмент мемориала с надписью «Джон Д», частью фамилии Джона ДиГиованни, позже был включен во временный мемориал, разработанный архитектором Портового управления Нью-Йорка и Нью-Джерси Жаклинос Хэнли, и установлен на Liberty Street рядом с местом терактов 11 сентября. Мемориал был виден через забор, но не был открыт для публики.
В Национальном мемориале 9/11, который открылся по случаю десятой годовщины терактов 2001 года, шесть жертв теракта 1993 года увековечены на панели N-73 северного бассейна, находящегося на месте Северной башни ВТЦ, а восстановленный фрагмент мемориального фонтана находится в здании музея.

### Участие ФБР
В ходе судебного разбирательства было установлено, что у ФБР был информатор, бывший египетский офицер по имени Имад Салем. Салем утверждал, что уже 6 февраля 1992 года сообщил ФБР о заговоре с целью создания бомбы, которая в конечном итоге будет использоваться для подрыва башен Всемирного торгового центра. Информация Салема позволила ФБР быстро выявить заговорщиков из сотен возможных подозреваемых. Но в записях ФБР не указывается, до какой степени федеральные власти знали о предстоящем теракте.
Салем заявил, что у ФБР был план поставить террористам безвредный порошок вместо взрывчатого вещества для построения бомбы, но ФБР решило использовать его для других целей. Он тайно записал сотни часов телефонных разговоров с агентами ФБР.

### Участие дипломатической службы безопасности (DSS) США

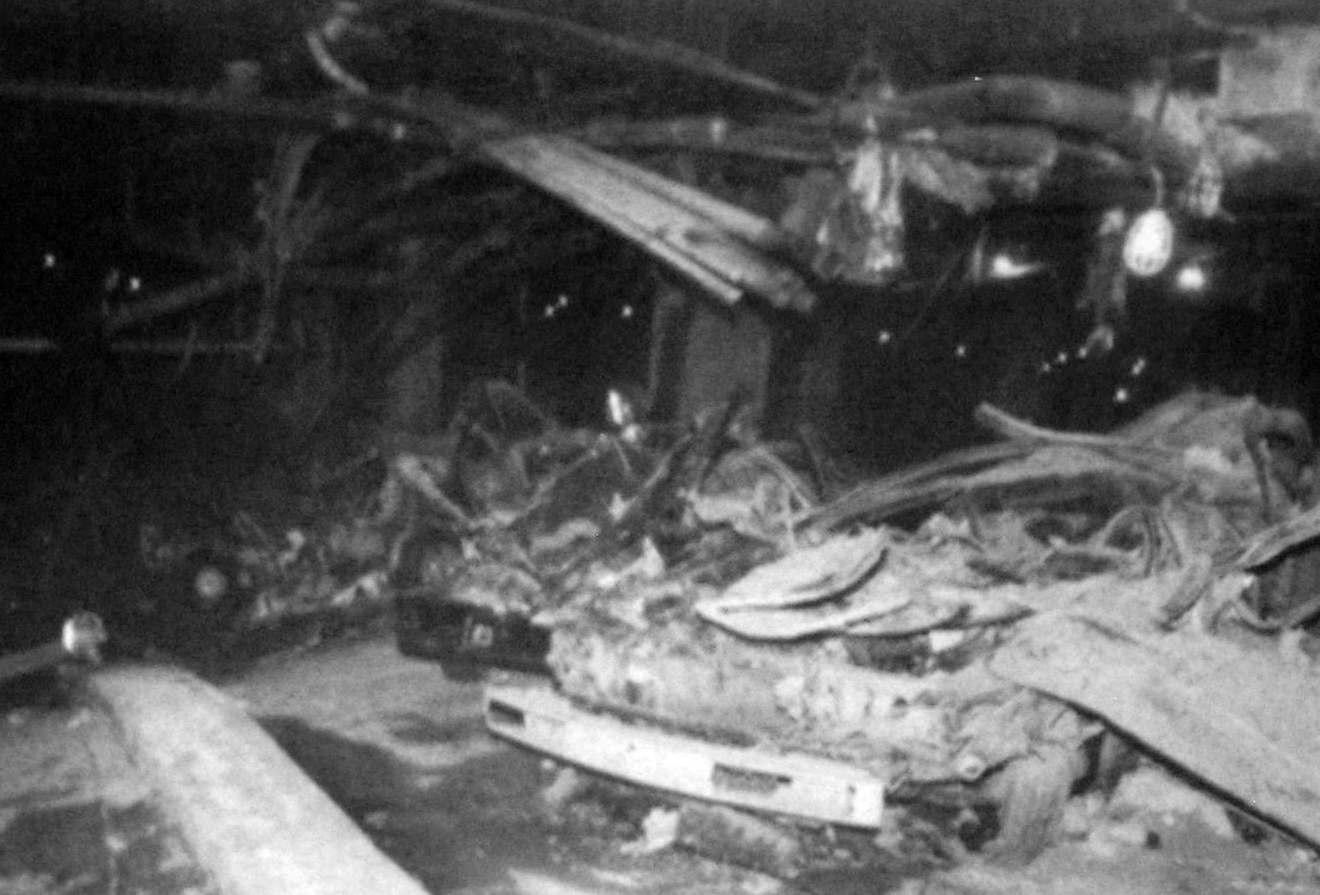
Последствия теракта, сфотографированные агентами DSS

Специальные агенты DSS нашли и арестовали Юсефа Ахмеда Рамзи, главного организатора теракта 1993 года. Специальные агенты Билл Миллер и Джефф Райнер выяснили местоположение Юсефа. По согласованию с пакистанской Межведомственной разведкой (ISI), DSS арестовали Юсефа. После ареста Юсеф Рамзи сказал следователям: «это только начало».

### Обвинения в причастности Ирака
В октябре 2001 года в интервью телеканалу PBS, бывший директор ЦРУ Джеймс Вулси утверждал, что Рамзи Юсеф работал на иракскую разведку. Он предложил, что у следователей оказались доказательства, указывающие на Ирак, но их отмело министерство юстиции. Но Нейл Герман, возглавлявший расследование ФБР, отметил, что «одно явное обстоятельство, которое не может быть пропущено — это Ясин. Мы преследовали его, следили за его местоположением и родственниками и установили, как получить его обратно». Тем не менее, Герман говорит, что присутствие Ясина в Багдаде не означает, что иракское правительство было организатором терактов: «Мы посмотрели на это достаточно широко, там не было никаких связей с правительством Ирака». Репортер CNN Питер Л. Берген пишет: «В общем, к середине 90-х годов, Совместная антитеррористическая целевая группа в Нью-Йорке, ФБР, Следователи офиса прокурора США в Южном округе Нью-Йорка, ЦРУ и Государственный департамент не нашли никаких доказательств причастности иракского правительства в первой атаке на Всемирный торговый центр».
О прямом участии иракского правительства сказала доктор Лори Майлрои из Американского института предпринимательства, бывший доцент Военно-морского колледжа США, однако её слова были отвергнуты другими. Репортер CNN Питер Берген назвал «ненормальной» не только её версию, но и утверждения о том, что «Саддам Хусейн стоял не только за нападением 1993 года, но за каждым антиамериканским террористическим актом в последнее десятилетие, от взрывов посольств США в Кении и Танзании и взрыве федерального здания в Оклахома-Сити до терактов 11 сентября». Дэниел Бенджамин, старший научный сотрудник Центра стратегических и международных исследований, писал: «Наиболее осведомленные аналитики и исследователи в ЦРУ и ФБР считают, что их работа окончательно опровергает претензии Майлрои». Доктор Роберт Лейкен, сотрудник Центра Никсона, отметил отсутствие доказательств в её работе: «Лори описала Саддама, как причину в каждом крупном нападение на американские интересы, начиная с войны в Персидском заливе, взрыве американских посольств в Кении и Танзании и даже федерального здания в Оклахома-Сити. Все эти утверждения были окончательно опровергнуты ФБР, Национальным советом по безопасности на транспорте (NTSB) и другими следственными органами…».
В марте 2008 года Пентагон выпустил своё исследование 600 000 документов, вывезенных из Ирака после вторжения 2003-го года. Исследователи не нашли прямых связей между иракским президентом Саддамом Хусейном и Аль-Каидой. Среди документов, выпущенных Пентагоном, был аудиофайл, в котором записано, как Саддам Хусейн предполагал, что за терактом 1993 года во Всемирном торговом центре стоит израильская или американская разведки, или, возможно, Саудовская Аравия или Египет. Саддам сказал, что он не доверяет террористу Ясину, который был в Ираке под стражей, потому что его показания были слишком «организованными». Следователи Пентагона обнаружили, что Ясин «был в Ираке заключённым, а не гостем». Малрои отрицала, что это является доказательством непричастности Саддама, утверждая, что «одна общая цель таких записей — скрыть причастность Ирака».

### Усиление безопасности
В результате взрыва и последовавшей за ним хаотичной эвакуации из башен, Всемирному торговому центру и многим фирмам внутри него потребовалась повышенная охрана. Уровень безопасности в ВТЦ колебался от обычных охранников до барьеров для автомобилей, которые не позволяли им заехать в определённые области. Портовое управление Нью-Йорка и Нью-Джерси обеспечивало необходимый уровень безопасности. Эта политика сыграла свою роль в эвакуации из башен во время терактов 11 сентября, разрушивших башни. Свободный доступ на крыши, откуда эвакуировали некоторых людей с помощью полицейских вертолётов, после взрыва 1993 года был закрыт для посетителей.

## Юридическая ответственность
Пострадавшие в теракте 1993 во Всемирном торговом центре подали в суд на портовое управление Нью-Йорка и Нью-Джерси за причиненный им ущерб. Решение было вынесено в 2006 году, назначив ответственных за взрывы: по решению суда управление ответственно за взрыв на 68 %, и террористы несут только 32 % ответственности. В январе 2008 года управление порта подало апелляцию в верховный суд штата Нью-Йорк в Манхэттене, чтобы добиться другого решения, описывая вердикт присяжных как «странный». 29 апреля 2008 года, в штате Нью-Йорк апелляционный суд единогласно поддержал вердикт присяжных. В соответствии с законодательством Нью-Йорка, если ответчик имеет на себе более, чем 50 % вины, он может нести полную финансовую ответственность.
22 сентября 2011 года Нью-Йоркский апелляционный суд снял с порта все обвинения в халатности, связанные со взрывом в 1993 году. Было высказано мнение, что проблема с распределением ответственности в данном случае является не вердиктом присяжных, а непропорциональным распределением законов в Нью-Йорке. Суды обычно не сравнивают степень ответственности за преднамеренное действие и за небрежность.